# Aldo Gentilini
Aldo Gentilini (* 7. Februar 1911 in Genua; † 10. August 1982 in Volpeglino) war ein italienischer Maler und Bildhauer. Er war auch der Gründer der Ranisten-Sekte.

## Leben und Werk
Gentilini wurde in Genua geboren, aber in Courmayeur, genau in Portoud im Val Vení, wo seine Familie ein Hotel besaß, war seine Wahlheimat, dort verbrachte er seine Jugend.  Aus der Zeit von Courmayeur stammen die „Totems“, wie der Künstler seine Holzkreationen nannte. Über seine Biografie ist nicht viel bekannt.
Gentilini folgte einer religiösen Berufung und verbrachte drei Jahre lang in einem Kloster in Pietrasanta, wo er philosophische Studien absolvierte. Anschließend widmete er sich autodidaktisch dem Studium der Kunst. Er war ein großer Bewunderer des Heiligen Franz von Assisi und konnte sich daher nicht an das kommerzielle System anpassen, weshalb er seine Werke für wenig Geld verkaufte. Er war ein Künstler, der Askese praktizierte, um dem bewunderten Heiligen nachzuahmen. Gentilini war Gründer der Sekte der „Ranisti“. Dabei handelt es sich um eine Gruppe von Asketen, die in göttlicher Kontemplation und Arbeit die Vollendung und vollständige Verwirklichung des irdischen Lebens finden wollen.
In den frühen 1960er Jahren zog sich Gentilini nach Volpeglino zurück, wo er bis zu seinem Tod am 10. August 1982 lebte. 1982 wurde er in Bologna mit dem Preis La Quercia d’Oro („Die goldene Eiche“) ausgezeichnet.
Sein Atelier in Volpeglino mit von ihm bemalten Möbeln, Wänden, Türen und  Fenstern ist heute im Besitz der Gemeinde.

### Seine Gemälde
Seine Bilder zeichnen sich durch helle Farben, strenge und kräftige Farben aus, die in fast kubistischen Kompositionen entwickelt wurden. Er verwendete Gouache-, Acryl- und Ölfarben. Malerei und Skulptur sind die Mittel, um auf mystische Weise eine Offenbarung des Göttlichen zu erreichen.
Er war sehr produktiv und hatte seine Blütezeit um die 1970er Jahre, als seine Bekanntheit die regionalen Grenzen zur Schweiz überschritt.
Einige Zeugnisse seiner Kunst finden sich auch in den Fresken und Buntglasfenstern der Kirche Santa Giulietta S. Colombano in Pavia.

## Ausstellungen
Gentilini hatte Einzel- und Gruppenausstellungen in Italien, Frankreich, Belgien, Holland, Spanien, Kanada, Amerika, Australien, Deutschland und der Schweiz. 1953 stellte er in der Galleria S. Matteo in Genua aus, 1959 im Palazzetto di Venezia in Rom, 1958 und 1967 in der S. Fedele in Mailand. 1973 stellte er in Anthologie im Kloster des Klosters Pietrasanta und 1976 in Lugano aus.

### Auswahl an Ausstellungen
- 1953: S. Matteo Galerie, Genua
- 1958: Mailand bei S. Fedele mit Fontana und mit Unterstützung von Pater Favero und Kaisserlian
- 1959: Palazzetto Venezia, Rom
- 1960 bis 1967 verschiedene Ausstellungen u. a. in Courmayeur, Camogli, Varazze, Portofino, Genua, Chamonix, Sion
- 1968: Galleria Europa, Mailand
- 1969: Palettengalerie, Rom
- 1970: Globarte Galerie, Mailand
- 1973: Kreuzgang von S. Salvatore, Pietrasanta
- 1975: Nationales Museum für Wissenschaft und Technologie, Mailand – Anthologische Ausstellung des Malers und Bildhauers[6]
- 1976: Persönlich, Lugano
- 1992: Retrospektive, Volpeglino (AL)
- 2003/2004: Mythologien der Gegenwart, Florenz
- 2013: Aldo Gentilini – Tutto. Frammenti di realtà. (Alles. Fragmente der Realität), Prato[7]
- 2015: Anthologisch, Garbagna und Volpeglino[2]